# 姬·摩絲
凱瑟琳·安·摩絲（英語：Katherine Ann Moss，1974年1月16日—）是一名英國模特。他在「超級名模時代」尾聲時期出道，並在1990年代初期以海洛因時尚潮流中嶄露頭角。其中與卡爾文·克雷恩的合作使他成為時尚偶像。摩絲以其纖細的身材和對零碼時尚的角色而聞名。
摩絲擁有自己的服裝系列，亦參與了音樂項目的製作，也是《英國Vogue》的撰稿時尚編輯。2012年，她以每年920萬美元的估計收入在富比士收入最高的模特列表上排名第二。他獲得的獎項包括2013年的英國時尚獎，以表彰他對時尚界貢獻了25年。《時代雜誌》在2007年將摩絲列為世界上最有影響力的100位人物之一。
由於他的派對生活方式，莫斯經常成為媒體關注的對象，她在2005年9月因涉及毒品使用而陷入醜聞，導致她被取消時尚廣告活動。她被清除了指控，很快就恢復了模特兒的身份。摩絲也發了包括2008年為了大英博物館展覽而塑造的一尊價值150萬英鎊（280萬美元）的18克拉金莫斯雕像在內的文化描寫。

## 早期生活
摩絲在14歲於紐約旅行，返回英國時在機場被Storm Model Management發掘，正式展開她的模特兒生涯。15歲那年為《The Face》雜誌拍攝一輯名為"The Third Summer of Love"的硬照後，開始被人所留意。剛剛出道，便簽訂了品牌CK(Calvin Klein)價值400萬美元的香水廣告，廣告投放后開始為眾人所知，在當時被譽為“Cindy Crawford（辛迪·克勞馥）第二”。
但是其爭議也十分巨大，首先她不像別的模特兒高，她的身高只有1.68m。其次她的瘦弱身形也引發眾人討論，關於她節食、吸毒的報導時有出現。由於她在時尚界的影響力，甚至連吸煙人群不斷增加，也歸咎與她嗜吸香煙的習慣。但她開啟了自90年代所開始的“病態美”時代。

## 模特生涯
歐美時尚界認為她的不起眼及鄰家形象，神秘的眼神等等是一種奇妙的魅力，豈料卻造就她成為了新一代的超級名模，也出現了一種新的審美態度「病態美」。當年的卡文·克萊廣告使姬·摩絲一炮而紅，其後廣告合約一個接一個，包括有古馳（Gucci）、路易·威登（Louis Vuitton）、范思哲（Versace）、香奈儿（Chanel）、克里斯汀·迪奥、伊夫圣洛朗（YSL）、巴寶莉（Burberry）、寶格麗（Bvlgari）等。她曾多次登上各種時尚雜誌的封面，如《VOGUE》、《i-D》、《W》、《浮華世界》等等。她個人的著裝風格亦被廣為稱讚，是名副其實的「街拍女王」，她曾多次獲選「最佳著裝人士」。其最愛的混搭風格受到全世界時尚愛好者的推崇。
2005年，她被英國《鏡報》（The Mirror）曝出吸毒醜聞，同年10月6日，她被報導進入美国亞利桑那州的一處戒毒所接受治療，與此同時多個品牌如巴寶莉等也向姬·摩絲提出了解約。但這次風波并未將其打倒，在年底《Grazia》雜誌評選的「十大最佳著裝人士」的評選中姬·摩絲又一次獲得第一名，證明了其的人氣與在時尚界的地位。其後英國警方對其提出的涉嫌吸毒的指控，最後也因證據不足而撤銷。1999年，姬·摩絲也曾被曝曾進入一家修道院進行康復治療。
在時尚圈內，其好友有娜歐蜜·坎貝兒、艾瑞娜·拉萨雷努等等。自2007年開始，她為Topshop設計時裝系列，造成搶購轟動。在2009年她與Topshop的總裁菲利普·格林一起出席了Topshop專賣店在洛杉矶的開幕活動。

## 個人生活
姬·摩絲的私生活也受到人們的矚目。她曾與演員強尼·戴普交往，她有一個女兒，Lila Grace（在2002年9月29日出生），Lila Grace是凱特跟Dazed & Confused雜誌編輯Jefferson Hack的女兒。2007年4月11日，凱特開始與吸毒歌手皮特·多赫提交往，姬·摩絲也開始吸毒。2007年7月，由於皮特不忠兩人因而分手。凱特現在跟女兒在倫敦居住，前夫是殺戮樂隊（The Kills）的杰米·辛斯（Jamie Hince）。
2016年，凱特·摩絲開始與德意志帝國宰相奧托·馮·俾斯麥的後代尼古拉·馮·俾斯麥伯爵交往至今。

## 外部連結
- 官方网站
- Template:FMD model
- 姬·摩絲在互联网电影资料库（IMDb）上的資料（英文）
- Kate Moss （页面存档备份，存于） at models.com
- Kate Moss於模特兒目錄（Fashion Model Directory）的相關資料